# Mamba (Bumbuli)
Mamba è una circoscrizione rurale (rural ward) della Tanzania situata nel distretto di Bumbuli, regione di Tanga. Conta una popolazione di 11 049 abitanti (censimento 2022).